# Marcos Brunet
Marcos da Costa Brunet (Río de Janeiro, Brasil; 6 de junio de 1984) más conocido como Marcos Brunet, es un cantante, compositor, escritor y conferencista brasileño de música cristiana. Es el líder del ministerio Toma Tu Lugar.

## Biografía
Sus padres, Darío Siqueira Brunet y Fani da Costa Brunet, son pastores evangélicos en Río de Janeiro. A los 17 años tuvo un encuentro con Dios y fue allí cuando decidió capacitarse en la música y el ministerio.
Se congregó 3 años en la iglesia Rey de Reyes en Buenos Aires, llevada por el pastor Claudio Freidzon, con la que grabó el disco en vivo Aguas profundas en el año 2007. También ejerció como profesor del Instituto CanZion entre 2004 y 2006, y como profesor en el CEAP (Centro de Entrenamiento en Adoración Profética) en Rosario. 
En diciembre de 2006 fue ordenado como pastor/misionero por el consejo de pastores de Río de Janeiro, registrado en la OMEB (Orden de los Ministros Evangélicos de Brasil).
Actualmente es director de TTL training y pastor en TTL Iglesia.

## Carrera musical
Como integrante de su banda musical, Brunet ha lanzado diversos álbumes, colaborando con Lucas Conslie, Lid Galmes, Yvonne Muñoz, Jan Earle, Upperroom, y otros vocalistas que han formado parte de Toma Tu Lugar. Sin embargo, ha sido invitado a diversas producciones de otros ministerios como Christine D'Clario, Marco Barrientos, Miel San Marcos, entre otros.
En 2017, en "Reconciliados", un evento en donde compartió escenario con el rapero dominicano Redimi2, pidió perdón al artista urbano en nombre los salmistas han juzgado su forma de llevar el Evangelio con la música rap. "Somos uno para que el mundo crea”, dijo para concluir su intervención. Posteriormente, participaría en Pura sal con la canción «Gracias».

## Libros
Ha escrito ocho libros, 3 físicos y 5 Digitales: 
 * Hogar Dulce Hogar 
 * Dios No Tiene Favoritos, Tiene Íntimos 
 * Ser para hacer
- Fundamento Cristocéntrico

Libros digitales como: 
 * Se buscan reformadores 
 * Metanoia 
 * Desafío Esencia 
 * Cómo permanecer en el primer amor 
 * Cultura de Mesa.

## Discografía

### Como solista
- 2012: Diálogo íntimo[16]
- 2015: Diálogo íntimo 2[17]
- 2024: Altar familiar

### Con Iglesia Rey de Reyes
- 2007: Aguas profundas

### Colaboraciones
- 2022: Probar Y Verte / Deseo Eterno - Majo y Dan Ft. Marcos Brunet[18]
- 2023: Te Amo Jesús - Fernando Ramos Ft. Marcos Brunet[19]

### Con Toma Tu Lugar
- 2011: Uniendo cielo y tierra
- 2011: Toma tu lugar
- 2013: Hogar dulce hogar
- 2015: Adora a Jesús (En vivo)
- 2017: Uno en Cristo (En vivo)
- 2019: Casa de oración (En vivo)
- 2021: Día y noche
- 2022: Mover Tu Corazón con UPPERROOM[20]
- 2022: Maranatha (Live) - con UPPERROOM
- 2022: Maranatha 2 (Live) - con UPPERROOM
- 2022: Fluir 1 (EP)
- 2023: Fluir 2 (EP)